# Bychawa (plaats)
Bychawa is een stad in het Poolse woiwodschap Lublin, gelegen in de powiat Lubelski. De oppervlakte bedraagt 6,68 km², het inwonertal 5327 (2005).